# Buvce
Buvce (cyr. Бувце) – wieś w Serbii, w okręgu jablanickim, w gminie Lebane. W 2011 roku liczyła 72 mieszkańców.